# Hydraena dentipalpis
Hydraena dentipalpis är en skalbaggsart som beskrevs av Edmund Reitter 1888. Hydraena dentipalpis ingår i släktet Hydraena och familjen vattenbrynsbaggar. Inga underarter finns listade i Catalogue of Life.